# Selskabet til Historiske Kildeskrifters Oversættelse
Selskabet til Historiske Kildeskrifters Oversættelse blev stiftet i 1875 af personer med tilknytning til folkehøjskolebevægelsen i Danmark og Norge. Formålet var at øge mulighederne for, at almindelige mennesker kunne læse historike kilder og udvikle den historiske sans, som var et hovedmål for folkehøjskolebevægelsen.
I indbydelsen til dannelsen af selskabet hed det således:
"Så fremt den historiske sans, den folkelige deltagelse i menneskeslægtens levnedsforløb, som folkehöjskolen stræber at vække, skal finde næring og støtte, er det af betydning, at menigmand får adgang til sådanne skildringer af fortidens forhold og tildragelser, som er blevet til på en tid, der lå deres emne nær nok til, at den folkelige overlevering derom endnu kunde være fyldig og levende, men som på den anden side lå så fjærnt derfra, at alle didhørende enkeltheder kunde have samlet sig til et helt sammenhængende billede." (citeret med original retskrivning fra Valdemar Sejr. Udvalgt Samlig af Samtidige Kildeskrifter og Oldbreve i Dansk Oversættelse ved A.D. Jørgensen, udgivet af selskabet i 1878).
I samme indbydelse lægges der også op til, at fokus skal være på "den græske og latinske bogverden så vel fra oldtiden som fra middelalderen". Allerede i 1878 blev der dog udgivet den ovennævnte samling til Valdemar Sejrs historie og senere fulgte andre, som Axel Olriks Danske Oldkvad i Sakses Historie, Den ældste Danmarkskrønike (Roskildekrøniken) oversat af Jørgen Olrik og Skibbykrøniken oversat af A. Heise.
Selskabet eksisterer stadig og har gennem årene stået bag udgivelsen af adskillige udgivelser, der dækker vidt forskellige historiske epoker og geografiske områder.
| Historie | Spire Denne historieartikel er en spire som bør udbygges. Du er velkommen til at hjælpe Wikipedia ved at udvide den. |